# Takashi Atōda
Takashi Atōda (阿刀田 高), Atōda Takashi, né le 13 janvier 1935) est un écrivain japonais, président du PEN club japonais de 2007 à 2011.

## Biographie
Atōda commence sa carrière d'écrivain en 1953 à l'âge de dix-huit ans. Il est l'auteur de nombreux romans policiers. Par ailleurs, il écrit également des histoires de science-fiction. En 1979 il est lauréat du prix Naoki pour Napporeon kyō. Un recueil de ses nouvelles paraît en traduction anglaise en 1993 sous le titre The Square Persimmon and Other Stories.

## Ouvrages
- Naporeon-kyō, 1979
- Sūtachi no hon, 1980
- Yume handan, 1980
- Jōku nashidewa ikirarenai, 1980
- Girishia shinwa o shitte imasu ka, 1984
- Atama wa bōshi no tame ja nai, 1984
- Nanakuse, 1994

## Source de  la traduction
- (de) Cet article est partiellement ou en totalité issu de l’article de Wikipédia en allemand intitulé « Takashi Atōda » (voir la liste des auteurs).
- Notices d'autorité :   - VIAF
  - ISNI
  - IdRef
  - LCCN
  - GND
  - Japon
  - CiNii
  - Pays-Bas
  - Israël
  - Tchéquie
  - Corée du Sud
  - WorldCat